# Honda HSC
Pour les articles homonymes, voir HSC.
La Honda HSC pour Honda Sports Concept est un concept-car présenté par Honda au salon automobile de Tokyo en 2003,.
Plusieurs média ont vu en ce concept la remplaçante de la Honda NSX, mais cela n'a pas été confirmé par Honda. La Honda HSC est une voiture légère, avec un moteur en aluminium 3,5 L i-VTEC V6 en position centrale et doté d'une boîte à 6 vitesses avec palettes au volant, ou avec levier séquentiel. En marche arrière, l'écran de navigation affiche l'image d'une caméra de recul. L'intérieur est en cuir et en aluminium tandis que le châssis est en aluminium et en fibres de carbone.
La production en série de ce concept-car a été une question mise en suspens pendant deux ans ; jusqu'à ce que le directeur de Honda affirme en 2005 que la HSC resterait une voiture de sport à l'état de concept.